# Adolphe Prat
Adolphe Prat, né le 16 décembre 1919 à Clichy et mort le 27 juillet 2002 à Albi, est un coureur cycliste professionnel français.

## Biographie
Adolphe Prat travaille comme apprenti dans une usine de la banlieue ouest, à l'âge de quatorze ans, il s'exerce au Football Club de Levallois où il occupe toutes les places. Il est admis dans une équipe première. A dix-sept ans, il opte pour le cyclisme et fait ses débuts sur la route, gagne quelques courses, vient à la piste et y reste. Amateur, il remporte vingt-deux épreuves. Son record, c'est d'avoir, en une seule réunion, gagné la vitesse, une individuelle et une américaine, associé à André Mornier, et le lendemain, de s’être classé premier à la Médaille malgré trois faux départs. Il passe « pro », son directeur sportif est André Trialoux.
En 1941, on lui décerne le titre de « Roi du Vel d’Hiv », tant sa supériorité est énorme dans les omnium de cinq épreuves de cette époque. Il a été champion de France de poursuite professionnel en 1943. Il meurt en 2002, un mois avant son grand rival cycliste, Roger Piel.

## Palmarès sur piste
- Prix de l'Espérance : 1941
- Prix Dupré-Lapize au Vel d’Hiv en 1942 (avec Guy Lapébie)
- Grand Prix de la FFC au Vel d’Hiv en 1943[4]
- Prix Wambst-Lacquehay au Vel d'Hiv en 1944 (avec Maurice Archambaud)
- Prix du Salon (avec Francis Grauss)

### Championnats nationaux
- 1941
  - 3e du championnat de France de poursuite
- 1943
  -  Champion de France de poursuite
- 1944
  - 3e du championnat de France de poursuite
- 1945
  - 3e du championnat de France de poursuite
- 1946
  - 3e du championnat de France de poursuite

## Palmarès sur route
- 1946
  - Circuit-des-deux-ponts à Montlucon[5]